# Poliodestra faeculenta
Poliodestra faeculenta là một loài bướm đêm trong họ Noctuidae.